# 행정개입청구권
행정개입청구권(行政介入請求權, Anspruch auf behördliches Einschreiten)이란 행정청의 부작위로 인하여 권익을 침해당한 자가 당해 행정청에 대하여 자기 및 타인에 대한 규제 등 일정한 행정권의 발동을 청구할 수 있는 공권을 말한다. 행정개입청구권은 자기이익을 위하여 타인에 대한 행정권의 발동을 청구하는 권리라는 점에서 자기의 이익을 위하여 자기에 대한 행정권의 발동을 청구할 수 있는 권리인 행정행위발급청구권과 구별된다. 행정개입 청구권의 문제는 이론적으로는 활발히 논의되고 있으나, 아직 대한민국 법원에서 판결로 명시적으로 인정한 적은 없다.

## 연혁
석탄업소에서 사용하는 티톱으로 먼지와 소음이 발생하자 주민들이 건축금지처분을 발령해줄 것을 청구하였다. 이 때 행정청의 재량은 영으로 수축되어 행정청은 금지처분을 발령할 의무를 진다. (독일 띠톱판결).

## 인정근거

### 행정편의주의 극복
재량행위인 경우라도 행정청은 개인의 생명, 신체, 재산, 공공의 안녕과 질서에 대한 위험이 절박한 경우 재량권이 영으로 수축하며 행정권을 발동할 의무를 진다.

### 반사적 이익의 공권화
과거에는 질서행정분야의 법규는 오로지 공익만을 보호하고 직접적으로는 사익을 보호하지 않았기 때문에, 그러한 행정작용으로부터 사인이 어떤 이익을 향유하더라도 그것은 반사적 이익에 지나지 않는다고 보았다. 현대에 와서는 경찰권행사와 관련하여 국민은 행정청에게 특정행위를 발동해 줄 것을 청구할 권리를 가진다.

## 성립요건
1. 행정청에게 개입의무가 있어야 하고
2. 행정권의 발동에 관한 법규가 공익뿐만 아니라 제3자의 사익을 보호하고 있어야 한다.

## 사례
대기환경보전법 제33조는“환경부장관은 제30조에 따른 신고를 한 후 조업 중인 배출시설에서 나오는 오염물질의 정도가 제16조나 제29조 제3항에 따른 배출허용기준을 초과한다고 인정하면 대통령령으로 정하는 바에 따라 기간을 정하여 사업자(제29조제2항에 따른 공동 방지시설의 대표자를 포함한다)에게 그 오염물질의 정도가 배출허용기준 이하로 내려가도록 필요한 조치를 취할 것(이하“개선명령”이라 한다)을 명할 수 있다.”고 규정하고 있다. 그런데 화학비료를 생산하는 화학기업 B는 배출허용기준을 초과하여 엄청난 양의 아황산가스를 배출하였음에도 환경부장관 X는 이에 아무런 개선명령을 발하지 않은 경우 근처주민들에게 행정개입청구권이 인정될 수 있다.

## 판례
- 구 건축법(1999. 2. 8. 법률 제5895호로 개정되기 전의 것) 및 기타 관계 법령에 국민이 행정청에 대하여 제3자에 대한 건축허가의 취소나 준공검사의 취소 또는 제3자 소유의 건축물에 대한 철거 등의 조치를 요구할 수 있다는 취지의 규정이 없고, 같은 법 제69조 제1항 및 제70조 제1항은 각 조항 소정의 사유가 있는 경우에 시장·군수·구청장에게 건축허가 등을 취소하거나 건축물의 철거 등 필요한 조치를 명할 수 있는 권한 내지 권능을 부여한 것에 불과할 뿐, 시장·군수·구청장에게 그러한 의무가 있음을 규정한 것은 아니므로 위 조항들도 그 근거 규정이 될 수 없으며, 그 밖에 조리상 이러한 권리가 인정된다고 볼 수도 없다.[3]
- 지방자치단체장이 공장시설을 신축하는 회사에 대하여 사업승인 내지 건축허가 당시 부가하였던 조건을 이행할 때까지 신축공사를 중지하라는 명령을 한 경우, 위 회사에게는 중지명령의 원인사유가 해소되었음을 이유로 당해 공사중지명령의 해제를 요구할 수 있는 권리가 조리상 인정된다.[4]
- 공무원의 부작위로 인한 국가배상책임을 인정하기 위하여는 공무원의 작위로 인한 국가배상책임을 인정하는 경우와 마찬가지로 '공무원이 그 직무를 집행함에 당하여 고의 또는 과실로 법령에 위반하여 타인에게 손해를 가한 때'라고 하는 국가배상법 제2조 제1항의 요건이 충족되어야 할 것인바, 여기서 '법령에 위반하여'라고 하는 것이 엄격하게 형식적 의미의 법령에 명시적으로 공무원의 작위의무가 규정되어 있는데도 이를 위반하는 경우만을 의미하는 것은 아니고, 국민의 생명, 신체, 재산 등에 대하여 절박하고 중대한 위험상태가 발생하였거나 발생할 우려가 있어서 국민의 생명, 신체, 재산 등을 보호하는 것을 본래적 사명으로 하는 국가가 초법규적, 일차적으로 그 위험 배제에 나서지 아니하면 국민의 생명, 신체, 재산 등을 보호할 수 없는 경우에는 형식적 의미의 법령에 근거가 없더라도 국가나 관련 공무원에 대하여 그러한 위험을 배제할 작위의무를 인정할 수 있을 것이지만, 그와 같은 절박하고 중대한 위험상태가 발생하였거나 발생할 우려가 있는 경우가 아니라면 원칙적으로 공무원이 관련 법령을 준수하여 직무를 수행하였다면 그와 같은 공무원의 부작위를 가지고 '고의 또는 과실로 법령에 위반'하였다고 할 수는 없을 것이므로, 공무원의 부작위로 인한 국가배상책임을 인정할 것인지 여부가 문제되는 경우에 관련 공무원에 대하여 작위의무를 명하는 법령의 규정이 없다면 공무원의 부작위로 인하여 침해된 국민의 법익 또는 국민에게 발생한 손해가 어느 정도 심각하고 절박한 것인지, 관련 공무원이 그와 같은 결과를 예견하여 그 결과를 회피하기 위한 조치를 취할 수 있는 가능성이 있는지 등을 종합적으로 고려하여 판단하여야 할 것이다.[5]

## 참고 문헌
- 김철용, 행정법 2(김철용)(제5판), 박영사. (ISBN 9788910513230)

## 같이 보기
- 재량권이 0으로 수축
- 국가배상소송
- 국민기초생활보장법